# 9812 Danco
9812 Danco è un asteroide della fascia principale. Scoperto nel 1998, presenta un'orbita caratterizzata da un semiasse maggiore pari a 2,2646250 UA e da un'eccentricità di 0,1320965, inclinata di 6,23440° rispetto all'eclittica.